# Itoplectis suada
Itoplectis suada är en stekelart som först beskrevs av Tosquinet 1896.  Itoplectis suada ingår i släktet Itoplectis och familjen brokparasitsteklar.

## Underarter
Arten delas in i följande underarter:
- I. s. lutea
- I. s. francoisi
- I. s. tosquinetii